# Dolna Stoedena
Dolna Stoedena (Bulgaars: Долна Студена) is een dorp in Bulgarije. Het dorp is gelegen in de gemeente Tsenovo in de oblast  Roese. Het dorp ligt 41 km ten zuidwesten van Roese en 213 km ten noordoosten van de hoofdstad Sofia.

## Bevolking
Op 31 december 2020 telde het dorp Dolna Stoedena 748 inwoners. Het aantal inwoners vertoont al tientallen jaren een dalende trend: in 1946 had het dorp nog 2.278 inwoners.
| Bevolkingsontwikkeling tussen 1934 en 2020          |
| --------------------------------------------------- |
|                                                     |
| Bron: Nationaal Statistisch Instituut van Bulgarije |

In het dorp wonen nagenoeg uitsluitend etnische Bulgaren. In de optionele volkstelling van 2011 identificeerden 515 van de 520 ondervraagden zichzelf als etnische Bulgaren, oftewel 99% van alle ondervraagden. De overige ondervraagden noemden zichzelf vooral etnische Roma (4 personen - 0,8%).
| Etnische samenstelling van de respondenten (2011) | Etnische samenstelling van de respondenten (2011) | Etnische samenstelling van de respondenten (2011) | Etnische samenstelling van de respondenten (2011) | Etnische samenstelling van de respondenten (2011) |
| ------------------------------------------------- | ------------------------------------------------- | ------------------------------------------------- | ------------------------------------------------- | ------------------------------------------------- |
|                                                   |                                                   |                                                   |                                                   |                                                   |
| Bulgaren                                          | Bulgaren                                          |                                                   | 99,0%                                             | 99,0%                                             |
| Turken                                            | Turken                                            |                                                   | 0,0%                                              | 0,0%                                              |
| Roma                                              | Roma                                              |                                                   | 0,8%                                              | 0,8%                                              |
| Anders/Onbekend                                   | Anders/Onbekend                                   |                                                   | 0,2%                                              | 0,2%                                              |